# Responsabilitat patrimonial
La responsabilitat patrimonial de les administracions públiques és l'obligació que té l'administració de reparar el dany causat pel seu funcionament. Aquesta responsabilitat patrimonial pressuposa l'existència d'un dany que ha afectat al patrimoni d'un subjecte i l'existència d'un dret o interès protegit.
La responsabilitat patrimonial parteix de la relació jurídica extracontractual, i respon al fet que l'administració pública respon del dany causat lesiu, sense més, i aliè (causat per un funcionari o autoritat pública). La responsabilitat, en aquest cas, és objectiva i directa.

## Pressupòsits

### Lesió rescabalable
S'entén per lesió rescabalable el detriment patrimonial antijurídic, considerant com a antijurídic, aquell perjudici que l'afectat no té l'obligació de suportar. Aquest fet que remarcat a la llei 30/1992 de 26 de novembre en els seus articles 139 i 141.1 a partir d'on la doctrina defineix la lesió rescabalable com el dany objectivament antijurídic, o sigui, el dany que el subjecte no té el deure de suportar.
Per tant, perquè hi hagi lesió rescabalable no hi hauria d'haver cap causa que legitimi el perjudici, és a dir, no ha d'haver-hi cap títol jurídic que imposi a l'administrat víctima del dany l'obligació de suportar-lo.

### Requisits
Els requisits fonamentals perquè sorgeixi lesió, segons la llei 30/1992, són:
- Existència d'un dany o una lesió
  - Efectiva: Només es poden exigir els danys produïts efectivament, i no les expectatives de guanys o beneficis econòmics futurs.
  - Avaluable econòmicament: Expressable en una xifra econòmica, sovint, determinada pels tribunals, encara que poden ser danys de tipus material, personal i moral.
  - Individualitzada: Ha de tenir relació amb una persona o un grup de persones.

### Imputació de dany
Perquè hi hagi responsabilitat la lesió ha de ser imputada, o sigui jurídicament atribuïda a un subjecte, en aquest cas l'administració pública, de forma justificada d'acord amb la relació entre l'administració i el dany. aquesta atribució es pot fer, en virtut dels títols: organització administrativa, Funcionament normal o anormal del servei públic i Creació de risc per part de l'administració.

#### Organització administrativa
La titularitat de l'organització o servei justifica per si mateixa la imputació dels danys a l'administració, tant si és deguda a un mal funcionament (Culpa in committendo) com si no ha funcionat (Culpa in ommittendo). Si el dany el produeix una persona física, és necessari, que aquesta persona estigui integrada en l'organització pública prestadora del servei. En aquest cas, s'exclouen les figures que reconeix la llei 30/2007 dins de la contractació del sector públic com són els contractistes, els concessionaris i en general els professionals que treballen de forma privada per a l'administració. De totes maneres, la imputació s'estén als danys causats per persones que es trobin sota l'autoritat o la custòdia de l'administració, com el cas que recull la sentència del Tribunal Suprem de 12 de març de 1975 on fa constar la responsabilitat de l'administració en la mort d'un transeünt provocada per un malalt mental al tirar una cadira des d'una finestra d'un hospital provincial.

#### Funcionament normal o anormal del servei públic
L'atribució comprèn tant les conductes il·legals dels agents públics, com pel mal funcionament (sigui per retard o per absència) dels serveis, així com per treballar per sota dels estàndards de qualitat exigibles.

#### Creació de risc per part de l'administració
La titularitat del servei administratiu justifica la imputació a l'administració dels danys que resultin del risc creat en interès, no només econòmic, del servei administratiu. En aquest supòsit es diferencien dos casos: cas fortuït i la força major.

##### Cas fortuït
El cas fortuït es defineix a partir de dues premisses:
- La interioritat, és a dir, l'objecte causant del dany està íntimament lligat al funcionament del servei
- La indeterminació, és a dir, la causa de l'accident que ocasiona el dany, és desconeguda.

D'acord amb la sentència del Tribunal Suprem de 27 de maig de 1987, on l'administració fou declarada com a responsable de la mort causada per un policia nacional amb la seva arma reglamentària estant fora de servei, es pot ampliar la responsabilitat patrimonial de l'administració en els casos que l'organització i el funcionament del servei creïn situacions de risc.

##### Força major

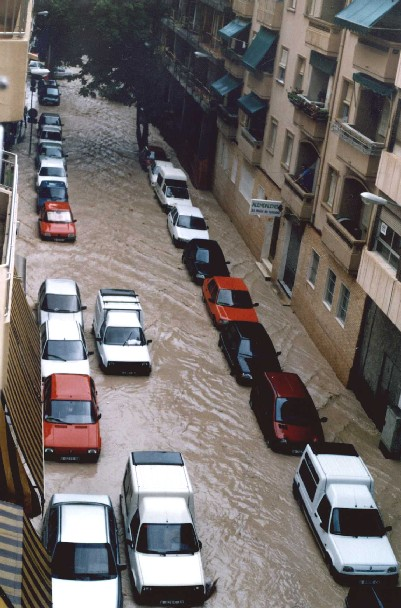
Les inundacions d'Alacant del 9 de setembre de 1997 serien un exemple de força major

L'article 106.2 de la Constitució Espanyola exclou a l'administració de tota responsabilitat quan el dany causat radica en la impossibilitat d'evitar o resistir la seva producció, és a dir:
- Constitueix una causa estranya exterior a l'objecte damnós i als seus riscos propis.
- És imprevisible en la seva producció, i en tot cas irresistible i inevitable, tot i si s'hagués pogut preveure.

Serien exemple els fenòmens meteorològics de caràcter excepcional o extraordinari: pluges torrencials, terratrèmols, inundacions, tsunamis, etc. sempre que els danys no s'hagin produït per la fragilitat de les defenses que s'haguessin hagut de construir.

## Responsabilitat patrimonial de l'administració
La responsabilitat patrimonial de l'administració és objectiva perquè no és necessari que hi hagi hagut intencionalitat (dol) o negligència sinó que n'hi ha prou que es produeixi un dany o una lesió a conseqüència de la seva intervenció. Es considera directa, perquè la persona danyada remet directament contra l'administració i no contra el funcionari que ha provocat la lesió, tenint en compte dos matisos fonamentals:
- Acció de regrés o de repetició: El funcionariat no resta lliure de qualsevol responsabilitat sinó que l'administració pot sol·licitar la totalitat o parcialitat de la indemnització, prèvia tramitació del procediment administratiu corresponent, i sempre que la seva actuació hagi estat amb dol o negligència greu.
- La reclamació suposa una presumpta infracció penal del funcionari, que en aquest cas respon directament i l'administració ho fa de forma subsidiària en el cas que aquest es declari insolvent.

## Efectivitat de la reparació
En el cas que l'administració tingui l'obligació de rescabalar, s'haurà de quantificar la reparació en relació als danys indemnitzables acreditats. En aquest sentit cal tenir en compte:
- La reparació ha de ser integral i, per tant, ha de cobrir tots els danys i perjudicis patits.
- La reparació no es limita al dany emergent sinó també al lucre cessant

L'article 141.2 de la llei 30/1992 determina dues formes de compensació
- La indemnització monetària que podrà ser mitjançant pagaments periòdics com indica la llei 30/1992.[2]
- Una compensació en espècie.

L'opció per regla general és l'econòmica, i l'administració tan sols pot usar l'altra opció en aquells casos en els quals sigui més adequada per aconseguir la reparació deguda i convingui a l'interès públic, i sempre que l'interessat o perjudicat hi estigui d'acord.

### Valoració i avaluació de la indemnització
- Segons la llei 30/1992,[2] en el seu article 141.2, els criteris han de ser els establerts en la legislació de l'expropiació forçosa, la legislació fiscal i la resta de normes aplicables, i que es ponderen, si s'escau, les valoracions predominants en el mercat.
- Segons la llei 30/1992,[2] en el seu article 141.3, la quantia de la indemnització s'avalua en funció del dia que la lesió es va produir efectivament, sense perjudici, de la seva actualització a la data que es posi el procediment administratiu de responsabilitat i d'acord amb l'IPC i els interessos que es puguin deduir.

## Acció de responsabilitat

### Terminis i prescripció
Segons la llei 30/1992, en el seu article 142.5, determina que el dret a reclamar prescriu al cap d'un any que:
- S'hagi produït el fet o l'acte que motiva la indemnització
- Que es manifesti l'efecte lesiu

En aquest cas, queden exemptes les lesions de caràcter físic o psíquic on el termini comença a computar des de la curació o la determinació de l'abast de les seqüeles. En el cas que s'iniciés un procediment penal pels mateixos fets, el temps començaria a transcórrer en el moment en què hi hagués sentència ferma en via penal. En aquest sentit la llei 30/1992 es manifesta, a través de la llei 4/1999, assegurant que l'exigència de responsabilitat penal del personal al servei de les administracions públiques no suspèn els procediments de reconeixement de responsabilitat patrimonial que s'instrueixin, llevat que la determinació dels fets en l'ordre jurisdiccional penal sigui necessària per fixar la responsabilitat patrimonial.
Finalment, en el cas que la reclamació sigui d'anul·lació en via administrativa o pel contenciós administratiu dels actes administratius no pressuposa dret a la indemnització, però si ho és per raó del seu fons o forma, el dret a reclamar prescriurà a l'any que s'hagi dictat la sentència definitiva

### Procediment administratiu de reclamació
El procediment de reclamació es basa en els articles 142 i 143 de la llei 30/1992 que determinen el següent
- els procediments podran ser d'ofici o per reclamació dels interessats.
- Els procediments els resoldran:
  - El ministre receptiu
  - Els òrgans de les comunitats autònomes o de les entitats locals. En el cas de la Generalitat de Catalunya recau en el conseller corresponent.
  - Quan la seva norma de creació ho determini, també ho hauran de fer les entitats de dret públic amb personalitat jurídica pròpia vinculades o dependents de

qualsevol de les administracions públiques.
- Totes les resolucions posen fi a la via administrativa.
- En el cas silenci administratiu es considerarà desestimada la sol·licitud.

#### Reglament dels procediments de les administracions públiques en matèria de responsabilitat patrimonial
En funció del que es deriva de la llei 30/1992, el govern de Felipe González va desenvolupar un reglament específic, el Reial Decret 429/1993 de 26 de març. Les característiques generals del decret es poden sintetitzar en les notes següents:
- Àmbit d'aplicació: Les disposicions dels reglaments són d'aplicació als procediments que s'iniciïn, instrueixin i resolguin les administracions en matèria de responsabilitat patrimonial.
- Execució de contractes: El Reglament preveu els procediments per determinar la responsabilitat de les administracions públiques pels danys i perjudicis causats per tercers durant l'execució de contractes.
- Acabament: Es produeix mitjançant resolució o l'acord d'acabament convencional. Totes elles esgoten la via administrativa.
- Òrgans competents: Seran aquells que determina cada administració pública en aplicació de l'atribució de competències prevista en la seva creació, i en funció del que indica la llei 30/1992.[2]

El Reial Decret també regula tres procediments diferents: el general, l'abreujat i el d'autoritats i personal

##### Procediment general
Segons els articles del Reial Decret que van del 4 a 13, el procediment general té les següents fases:
- Iniciació: 
  - Pot ser d'ofici o a petició dels interessats.
  - En cas que es faci d'ofici s'ha de comunicar als presumptes lesionats i se'ls ha de donar un termini de set dies perquè aportin les al·legacions o documents que considerin oportuns. el procediment segueix encara que els interessats no es presentin.
  - En cas de reclamació per part dels interessats, la sol·licitud, conjuntament amb les al·legacions, documents i proposició de prova, s'ha d'ajustar al que diu la llei 30/1992[2] en el seu article 70, incloent:
    - Lesions produïdes
    - Presumpta relació entre lesió i administració pública.
    - Avaluació econòmica de la responsabilitat patrimonial, en el cas que sigui possible.
    - El moment en què la lesió es va produir.

- Instrucció: 
  - En 30 dies s'han de practicar les proves pertinents.
  - L'òrgan competent per instruir, pot sol·licitar els informes que consideri necessaris, sent preceptiu el del servei que hagi causat la lesió indemnitzable. Els informes s'han de trametre en 10 dies, a excepció que l'òrgan competent acordi un temps major o menor que no podrà excedir d'un mes.
  - En qualsevol moment anterior al tràmit d'audiència, l'òrgan competent podrà acordar amb l'interessat la terminació convencional del procediment.
  - acabat el tràmit d'audiència, prèvia posada de manifest de l'expedient als interessats, l'òrgan instructor pot demanar quan sigui preceptiu un dictamen del Consell d'Estat d'Espanya o anàleg en l'àmbit autonòmic (En el cas de la Generalitat, la Comissió Jurídica Assessora). El dictamen s'ha de pronunciar sobre:

- L'existència o no de causalitat.
- La valoració del dany i quantia de la indemnització.

El dictamen s'ha d'emetre en un termini màxim de dos mesos.
- Acabament
  - 20 dies després del dictamen o del tràmit d'audiència (quan el dictamen no és preceptiu) l'òrgan competent ha de resoldre sobre:
    - L'existència o no de causalitat.
    - La valoració del dany i quantia de la indemnització.

La resolució s'ha d'ajustar a l'article 89 de la llei 30/1992. D'acord, amb el que indica el reglament, en el cas que no hi hagi un acte exprés en sis mesos, o el termini que resulti d'afegir-hi un termini extraordinari de prova, s'entén desestimat per silenci administratiu negatiu.

##### Procediment abreujat
Segons els articles del Reial Decret que van del 14 a 17, el procediment abreujat té les següents característiques:
El pressupòsit del procediment abreujat ve determinat per la llei 30/1992 que preveu en el seu article 143 la possibilitat de la seva aplicació que quan siguin inequívocs:
- La relació de causalitat entre el funcionament del servei públic i la lesió.
- La valoració del dany.
- El càlcul de la quantia de la indemnització.

L'òrgan competent pot acordar la substanciació d'un procediment abreujat, a fi de reconèixer el dret a la indemnització en el termini de trenta dies, fins i tot un cop iniciat el procediment general. D'acord, amb el que indica el reglament, en el cas que no hi hagi un acte exprés en trenta dies s'entén desestimat per silenci administratiu negatiu.

##### Responsabilitat patrimonial de les autoritats i del personal al servei de les administracions públiques
La normativa estableix dos mecanismes per reclamar responsabilitat patrimonial als funcionaris pels danys i perjudicis que ocasionen per la seva activitat a l'administració:
- La responsabilitat quan danyen béns o drets a càrrec seu.
- Quan l'administració vulgui rescabalar en el patrimoni del funcionari per recobrar les indemnitzacions pagades a tercers.
  - Com indica l'article 145 de la llei 30/1992[2] l'administració exigirà d'ofici quan el membre del funcionariat hagi incorregut en dol o culpa o negligència greu

L'òrgan que l'inicia ha de donar 15 dies als interessats perquè aportin documents, informacions i proves que considerin convenients. Un cop conclòs el tràmit d'audiència, la proposta de resolució s'ha de formular en un termini de cinc dies, i l'òrgan competent ha de resoldre en cinc dies. La resolució declaratòria de responsabilitat posa fi a la via administrativa. D'aquest procediment se'n diu acció de regrés o repetició.